# Atletismo nos Jogos Pan-Americanos de 1979 - Revezamento 4x400 m masculino
A prova do revezamento 4x400 m masculino nos Jogos Pan-Americanos de 1979 foi realizada em San Juan, Porto Rico.

## Medalhistas
| Ouro                                                                       | Prata                                                             | Bronze                                                               |
| USA Estados Unidos Tony Darden Maurice Peoples Herman Frazier James Walker | JAM Jamaica Colin Bradford Floyd Brown Ian Stapleton Bert Cameron | CUB Cuba Alberto Juantorena Pedro Tanis Carlos Álvarez Frank Montiéh |

### Final
| Posição           | Nação                    | Nomes                                                          | Tempo  | Notas |
| ----------------- | ------------------------ | -------------------------------------------------------------- | ------ | ----- |
| Medalha de ouro   | USA Estados Unidos       | Tony Darden, Maurice Peoples, Herman Frazier, James Walker     | 3:03.8 |       |
| Medalha de prata  | JAM Jamaica              | Colin Bradford, Floyd Brown, Ian Stapleton, Bert Cameron       | 3:04.7 |       |
| Medalha de bronze | CUB Cuba                 | Alberto Juantorena, Pedro Tanis, Carlos Álvarez, Frank Montiéh | 3:06.3 |       |
| 4                 | CAN Canadá               |                                                                | 3:09.2 |       |
| 5                 | BRA Brasil               |                                                                | 3:10.9 |       |
| 6                 | TRI Trinidad e Tobago    |                                                                | 3:11.6 |       |
| 7                 | DOM República Dominicana |                                                                | 3:14.1 |       |
| 8                 | ANT Antígua e Barbuda    |                                                                | 3:14.6 |       |